# 제26회 골든 래즈베리상
제26회 골든 래즈베리상은 2005년 영화를 대상으로 2006년 3월에 열린 시상식이다. Ivar Theatre에서 개최되었다.

## 수상 및 후보

### 최악의 작품상
- 더티 러브 수상
- 해저드 마을의 듀크 가족
- 마스크 2 - 마스크의 아들
- 듀스 비갈로 2 - 유로피안 지골로
- 하우스 오브 왁스

### 최악의 남우주연상
- 듀스 비갈로 2 - 유로피안 지골로 - 롭 슈나이더 수상
- 우주 전쟁 - 톰 크루즈
- 그녀는 요술쟁이 - 윌 페렐
- 차고 지르기 - 윌 페렐
- 마스크 2 - 마스크의 아들 - 제이미 케네디
- 둠 - 드웨인 존슨

### 최악의 여우주연상
- 더티 러브 - 제니 맥카시 수상
- 퍼펙트 웨딩 - 제니퍼 로페즈
- 열두 명의 웬수들 2 - 힐러리 더프
- 어론 인 더 다크 - 타라 레이드
- 판타스틱 4 - 제시카 알바
- 블루 스톰 - 제시카 알바

### 최악의 남우조연상
- 스타워즈 에피소드 3: 시스의 복수 - 헤이든 크리스텐슨 수상
- 마스크 2 - 마스크의 아들 - 알란 커밍
- 마스크 2 - 마스크의 아들 - 봅 홉킨스
- 열두 명의 웬수들 2 - 유진 레비
- 롱기스트 야드 - 버트 레이놀즈
- 해저드 마을의 듀크 가족 - 버트 레이놀즈

### 최악의 여우조연상
- 하우스 오브 왁스 - 패리스 힐튼 수상
- 배트맨 비긴즈 - 케이티 홈즈
- 더티 러브 - 카르멘 일렉트라
- 언디스커버드 - 애슐리 심슨
- 해저드 마을의 듀크 가족 - 제시카 심슨

### 최악의 감독상
- 더티 러브 - 존 애셔 수상
- 어론 인 더 다크 - 우웨 볼
- 해저드 마을의 듀크 가족 - 제이 챈드라세카
- 그녀는 요술쟁이 - 노라 에프론
- 마스크 2 - 마스크의 아들 - 로랜스 구터먼

### 최악의 각본상
- 더티 러브 수상
- 그녀는 요술쟁이
- 해저드 마을의 듀크 가족
- 듀스 비갈로 2 - 유로피안 지골로
- 마스크 2 - 마스크의 아들

### 최악의 속편상
- 마스크 2 - 마스크의 아들 수상
- 그녀는 요술쟁이
- 하우스 오브 왁스
- 해저드 마을의 듀크 가족

### 최악의 커플상
- 그녀는 요술쟁이 - 니콜 키드먼 & 윌 페렐 수상
- 마스크 2 - 마스크의 아들 - 제이미 케네디 & All
- 더티 러브 - 제니 맥카시 & All
- 듀스 비갈로 2 - 유로피안 지골로 - 롭 슈나이더 & 그의 기저귀
- 해저드 마을의 듀크 가족 - 제시카 심슨 & 데이지 듀크스
- 가장 지겨운 타블로이드지 타깃
- 톰 크루즈와 케이티 홈즈, 오프라 윈프리의 소파, 에펠탑과 '톰의 베이비' 수상
- 톰 크루즈와 그가 약물치료하는 걸 반대하며 난리법석을 떠는 것
- 패리스 힐튼, 그리고... 그 누구라도!
- 브리트니 부부, 그들의 아기, 그리고 그들의 카메라
- 심슨 가족 : 애슐리, 제시카 그리고 닉

## 같이 보기
- 제78회 아카데미상
- 제59회 영국 아카데미 영화상
- 제63회 골든 글로브상
- 제12회 미국 배우 조합상